# Seven Little Monsters
Seven Little Monsters (Os Sete Monstrinhos em português) é uma série de desenho animado canadense criada pelo escritor americano Maurice Sendak e baseada no livro de mesmo nome. A série foi produzida pela Nelvana em parceria com a chinesa Suzhou Hong Ying Animation e Philipine Animations Studio Incorporated (PASI) de 2000 a 2003.
No Brasil a série foi exibida pela TV Cultura, estreou no dia 12 de outubro de 2004 e acabou tendo sua última exibição no ano de 2015.
Além disso, a série acabou ganhando alguns lançamentos em DVDs pela empresa Log On.

## Enredo
Belezas à parte, sete monstrinhos mostram como uma família unida, engraçada, divertida e inteligente resolve seus inúmeros problemas. Todos moram na rua Castanheira, nº 1234567, Centerville, E.U.A.; e ficam o tempo todo sob os cuidados da mãe.
Cada um dos sete irmãos tem diferentes feições monstruosas e divertidas personalidades. Com muitas gargalhadas e vários contratempos, eles enfrentam os desafios da infância e ajudam uns aos outros.

## Personagens

### Monstrinhos
- Uma (Gabriella Bicalho): É a mais velha dos monstros tendo nascido alguns segundos antes de Dois. Tem uma grande paixão por esportes. É também a mais limpa e organizada, sendo obcecada por limpeza. Ela também age como a mais responsável, além de sempre ser a primeira em tudo. Sua principal característica são as suas asas de pássaro bem como seus pés em forma de garras. Ela veste uma camiseta listrada rosa e branca combinando com um boné com seu número escrito nele.
- Dois (Sérgio Stern): É o segundo irmão mais velho da família. É caracterizado pelo seu nariz grande e comprido e seu temperamento atrapalhado. Muitas vezes é motivo de piadas com seu nariz desastrado, que frequentemente esbarra nos objetos destruindo tudo. Mesmo assim, ele demonstra gostar do seu nariz, sendo que possui um olfato como o de ninguém. Ele fala com uma voz nasal e veste uma roupa de camponês marrom, com seu número grafado na manga. Ele e Uma são os únicos a não possuir um par de chifres, e Dois talvez seja o monstrinho mais assemelhado com um humano.
- Três (Reginaldo Primo): É o terceiro mais velho da família. É muito esperto, inteligente versátil, sendo que sua principal característica é a de estar sempre mudando de personalidade e de roupa a cada episódio, sempre explicando coisas novas aos irmãos. Ele é marrom e peludo com grandes chifres na cabeça, e apesar de não ter um vestuário padrão, ele costuma aparecer genericamente com um camisolão vinho com seu número estampado no bolso.
- Quatro (Mauro Ramos): É o quarto mais velho da família. É bastante rude, egoísta e implicante com seus irmãos sempre fazendo brincadeirinhas de mau gosto com eles na companhia de seu irmão mais novo Cinco. Vive bolando planos para tentar conseguir as coisas, porém muitas vezes eles acabam saindo errado sobrando toda culpa para ele. É verde e peludo com um par de chifres na cabeça, usa uma cartola azul com seu número escrito nela e veste um camisão amarelo. Tem um rosto similar ao de um bode e de um jacaré.
- Cinco (Felipe Grinnan): .É o quinto irmão da família. É o mais ingênuo e bobo, não sabendo falar direito sendo sempre acompanhado por Quatro para tirá-lo de problemas. Ele caracteriza-se pela sua língua capaz de se esticar, além de ter um apetite voraz, capaz de comer várias coisas. Por vezes ele ajuda Quatro em seus planos, embora muitas vezes o irrite com seu jeito estúpido. Além disso ele também costuma se comportar como um animal, de preferência um cachorro. Ele é azul, obeso, possui dois chifres grandes e veste um macacão laranja com seu número escrito na barriga. É o maior de seus irmãos.
- Seis (Izabel Lira): A sexta irmã da família. É muito vaidosa, meiga, saltitante e às vezes um pouco egocêntrica. Adora dançar balé e cantar, mas quando solta sua voz, destrói várias coisas de vidro. Também é um tanto quanto enjoada, às vezes se mostrando o oposto da irmã espevitada Uma. Tem um rosto branco com cabelo laranja e um par de chifres, e usa um traje de bailarina roxo de tutu e sapatilha brancos. Também anda segurando uma varinha com seu número estampado na ponta.
- Sete (Marcelo Coutinho): É o mais novo dos monstrinhos e o mais paparicado pela mãe. Possui uma cabeça possível de se remover, que encaixa ao corpo como uma porca. É muito sereno, inocente e medroso. Veste um uniforme listrado azul com seu número grafado no centro e nas mangas.

### Secundários
- Mãe (Selma Lopes): É a mãe de todos os monstros, apesar de ser uma humana. Ela é quem dá conselhos para os monstrinhos e cuida deles com muito amor. Ela sempre aparece vestida igual a uma camponesa, apesar de morar em meio a civilização. Sempre conta histórias para seus filhos para ensinar lições para eles. Além disso também faz uso de objetos mágicos como o Plooky e o Dimbloke. Na versão original possui um sotaque polonês.
- Belinda — É a vaca de estimação dos monstros. Produz leite com que se pode fazer queijo, imita um cachorro às vezes. Foi adotada em um supermercado pelo Cinco.
- Maria (Lina Mendes/Ana Lúcia Menezes): É uma pequena menina que é vizinha dos monstrinhos, muito amiga de todos eles. Muito agitada, inteligente e moderna, sempre tem uma gíria que às vezes eles não entendem.
- Oficial Smith — Aparece em apenas 2 episódios. Ele adora sua mãe e é um grande amigo dos monstros.
- Wendy — Ela é uma elefante e, só aparece em um episódio da 2ª temporada, Elefante, quando ela foge de um zoológico e guia Quatro para casa dele.
- Estrela Zero (Guilene Conte) — É uma estrela que aparece só um episódio da 2ª temporada  (A Vida é Quatravilhosa). Ela ajuda Quatro, mostrando a vida de Quatro sem os seus 4 irmãos e suas 2 irmãs. Ela estava em missão para completar seu treinamento de estrela cadente.
- Sam, a Tartaruga — O animal de estimação de Cinco, foi adotada em um parque de diversões com a ajuda de Quatro. Aparece em dois episódios. Em um episódio da 2ª temporada, Perdendo Sam, quando Sam pulou telhado na casa quando estava no banho de Cinco e, sua segunda e última  aparição em um episódio da 3ª temporada Viagem ao fundo da caixa de cereal, quando reencontra o seu amigo uma ostra com 3 pernas dançantes (isso na imaginação dos monstros).

Locução de Alfredo Martins.